# José Melchor Gomis
José Melchor Gomis y Colomer (Onteniente, 6 de enero de 1791 - París, 27 de julio de 1836) fue un compositor romántico español. De gran éxito en su época, sin embargo se le recuerda especialmente por atribuírsele la autoría del Himno de Riego, himno nacional de España en el Trienio Liberal y oficioso durante la Segunda República Española.
José Melchor Gomis empezó su carrera en la Capellanía de Santa María de Onteniente, continuándola posteriormente en el coro de la catedral de Valencia. A los veinticinco años ya figuraba como director de la música del Regimiento de Artillería de la guarnición de Barcelona. Recaló después en Madrid, con el encargo de dirigir la banda del Real Cuerpo de Guardias Alabarderos, que no llegó a formarse.
De carácter progresista, ingresó en el partido liberal, en el que había de militar ya el resto de su vida. Con el triunfo de Riego, fue nombrado director de la banda de la Milicia Nacional, permaneciendo al frente de ella hasta 1823, fecha en que emigró a París, donde triunfaría como compositor. En 1822 se publicó Colección de Canciones patrióticas que dedica al ciudadano Rafael del Riego y a los valientes que han seguido sus huellas, impreso en Valencia, en el que figura el himno firmado por Gomis.
El grupo alemán de neofolk Faun llegó a utilizar la letra de un poema de Gomis para su canción Tinta.

## Biografía

### Primeros años
Nació en la ciudad de Onteniente el 6 de enero de 1791. Hijo del músico y pintor Joseph Gomis, inicialmente estudió en la Capellanía de la Asunción de Santa María de Onteniente, una de las capellanías más importantes económica, social y culturalmente de la actual Comunidad Valenciana. Las lecciones de música llegaron por parte de Antonio Soriano, gran maestro de capilla de Santa María. En estos años, los Gomis se relacionan con los Osca, familia poderosa masónica de la Comunidad Valenciana, residente en Onteniente. A la edad de nueve años, Gomis se marcha a Valencia, donde estudió con José Pons, maestro de capilla de la Catedral de Valencia, y sus primeras composiciones fueron de carácter religioso. En Valencia vivió con Santiago Masarnau. Desde Valencia eran diversos los viajes que realizaba a su Onteniente natal y a Los Alforins; donde descansaba en las propiedades de Miguel Osca Guerau, el heredero de La Nueva Alcudia. Vivió diversos actos revolucionarios en Valencia, pero por cuestiones de la Guerra de la Independencia Española, Gomis se trasladó a Madrid, donde estrenó el drama unipersonal (con un personaje solo y estrenado previamente en Valencia) La aldeana, sin demasiado éxito.

### Vida entre París y Londres
Debido a su vinculación con la facción liberal tuvo que exiliarse en Francia al subir al trono Fernando VII, en el año 1823. Viajó a París. Amigo de Masarnau, Berlioz, Rossini, Meyerbeer, empezó a obtener renombre en los círculos parisinos. En 1827 viajó a Londres, donde estrenó la cantata El invierno, con muy buena acogida, y donde publicó varias canciones sobre tema español.

### Regreso a París

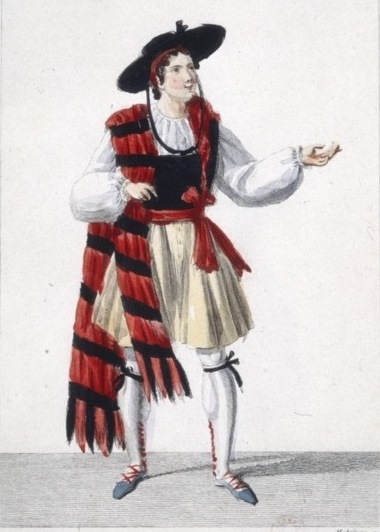
Diseño de Jean-Baptiste Chollet para la ópera Le portefaix. Grabado de Maleuvre.

Después de regresar a París compuso diversas óperas sobre texto francés entre las que hace falta mencionar Le diablo à Seville, Le portefaix, Rok le barbu y Le revenant. De esta última ópera se hizo una edición crítica a cargo de Tomás Garrido para el Instituto Complutense de Ciencias Musicales en 2001, que posteriormente se representó en el Teatro de la Zarzuela de Madrid y en Toulouse. Posteriormente se representaría por la Orquesta y Coros de la Universidad de Valencia en su ciudad natal, Onteniente y en Valencia. La pluma sarcástica de Hector Berlioz que tanto arremetió contra Rossini, siempre fue complaciente con la música de José Melchor Gomis. Su obra, amplia y compleja, posee un carácter diferente y muy personal, frente a la música italianizando impuesta por Rossini. También compuso música incidental para el drama Aben Humeya de Francisco Martínez de la Rosa, y un manual de canto famoso en la época que se utilizó en México y en los Estados Unidos. Este manual de canto estuvo recomendado por Boieldieu y el mismo Rossini.

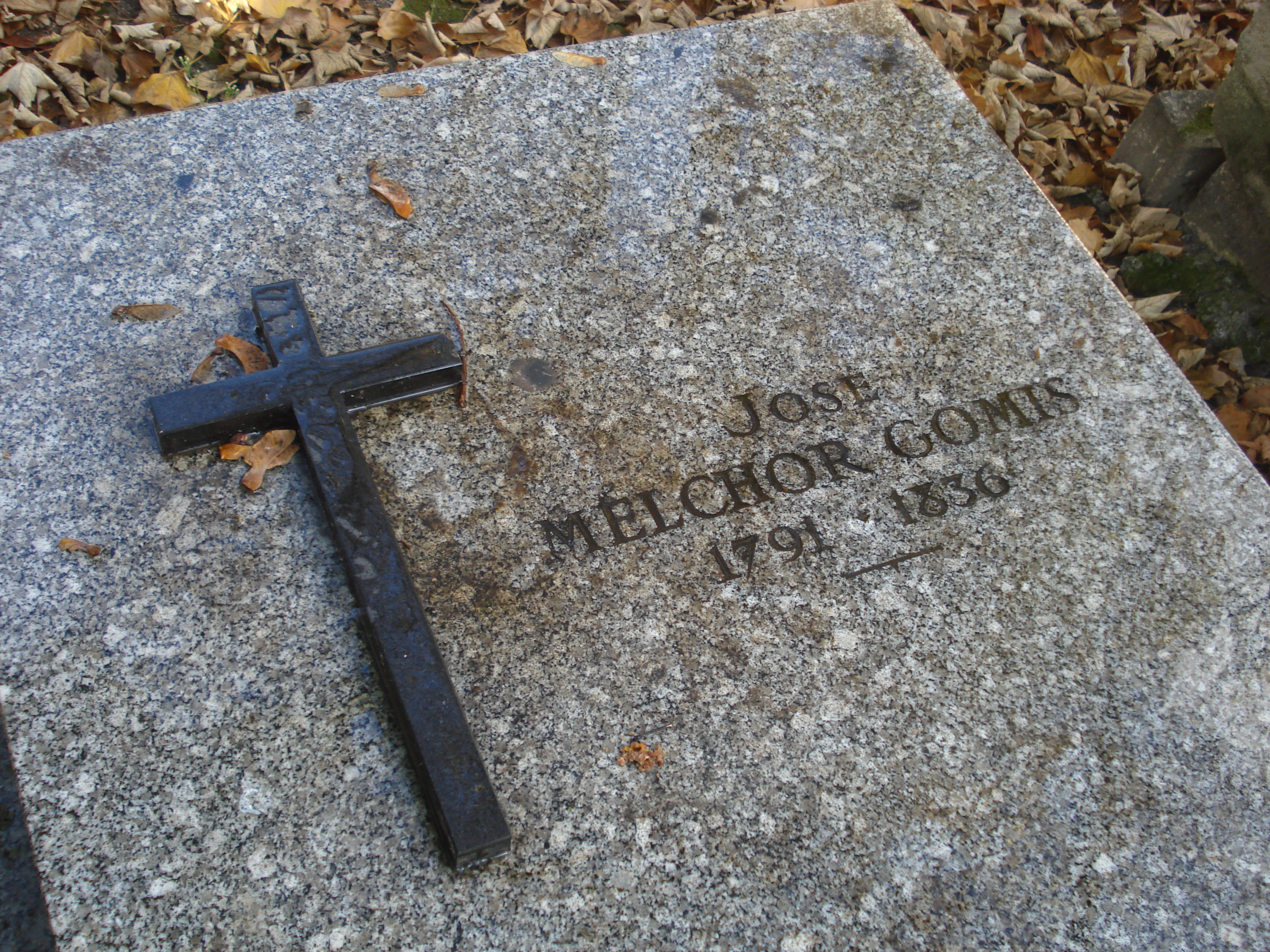
Tumba de Gomis en el cementerio de Montmartre de París, restaurada por el ayuntamiento de su ciudad natal.

Gomis falleció en París el 27 de julio de 1836. Fue enterrado en el cementerio de Montmartre. Ante su tumba pronunció unas sentidas palabras Berlioz.

### El Himno de Riego
Se le ha atribuido la autoría del Himno de Riego, himno cantado en diversas revoluciones, y que se pretendió que fuera el himno oficial de la Segunda República Española, aunque este extremo no está totalmente demostrado. No obstante, en el año 1823 el editor Mariano Cabrerizo publicó un manual de canciones patrióticas donde el Himno de Riego y otros himnos del Trienio Liberal aparecen atribuidos a José Melchor Gomis (aunque parece ser que lo que es original de Gomis son los arreglos y adaptaciones de dichos himnos para esa publicación). A raíz de su exilio en París tras el Trienio Liberal, se le cita en un documento del Ministerio del Interior francés como autor del Himno de Riego. En Onteniente se conserva una partitura autógrafa, gracias a la herencia recogida por el músico Bonastre, del arreglo que hizo Gomis del Himno de Riego para coro y orquesta. Actualmente el investigador Miquel Àngel Múrcia está intentando demostrar los orígenes musicales del Himno de Riego siguiendo la tesis que apuntara Joan Fuster, según la cual el Himno tendría raíces en una canción popular de Onteniente y las comarcas centrales valencianas, opinión que no comparten la mayoría de los musicólogos y estudiosos que han investigado este Himno. 
José Melchor Gomis es uno de los compositores españoles más importantes e internacionales de la primera mitad del siglo XIX, y su figura está actualmente en revitalización. En el año 2005 se identificó en el archivo histórico de Onteniente un manuscrito con la segunda parte inédita de su manual de Canto y Solfeo, que se encuentra en proceso de estudio. En otoño de 2010 la editorial La mà de Guido editó La primavera, con edición crítica de Miquel Àngel Múrcia, continuando una recuperación musical del compositor iniciada muchos años antes con la publicación de la primera biografía realizada por el hispanista John Dowling, posteriormente otra biografía más extensa realizada por el escritor Rafael Gisbert y las ediciones de sus obras realizadas por el Instituto Complutense de Ciencias Musicales (ICCMU), que ha publicado sus óperas Le diable à Séville, Le revenant y la obertura de Le porte-faix en edición crítica de Tomás Garrido. La ópera Le revenant fue representada en abril del año 2000 en el Teatro de la Zarzuela de Madrid, y la ópera Le diable à Séville fue interpretada en versión de concierto en octubre de 2012 en el Palau de la Música de Valencia.

## Obras
1. Sensibilidad y prudencia o la Aldeana, Madrid, 1821.
2. Le Favori. Ópera en 3 actos (1829).
3. La Damnée. Ópera en 2 actos (1831).
4. Le Diable à Séville. Ópera en 1 Acto. París, 1831.
5. Botany Bay, no estrenada, 1832.
6. Le Revenant, París, 1833.
7. Le Porte-faix, París, 1834.
8. Le Comte Julien, no estrenada, 1879
9. Rock le Barbu, París, 1836.